# アクラム・アル＝ホーラーニー
アクラム・アル＝ホーラーニー（アラビア語:أكرم الحوراني ’Akram al-Hawrani、1912年-1996年2月24日）は、シリアの政治家で、ナショナリズム運動の形成とバアス党の台頭に重要な役割を演じた。1940年代初頭から1963年に亡命するまでシリアの政治に影響力を持ち、政府閣僚やアラブ連合共和国(UAR)の共同副大統領を務めた。

## 出自
ホーラーニーの一族はホーラーン地方南部のジャーシム出身で、ハマーに移り住んだ。ホーラーニー自身はハマーで生まれ、家族の財産は既に散財していたので、質素な生活を送った。ハマーとダマスカスで学んだ後、1932年にイエズス会大学の医学部に進学。しかしスブヒ・ベイ・バラカット元総督の暗殺未遂事件に関わったとして、すぐに退学させられた。
1936年、当時のシリア大学法学部に入学し、同時にシリア社会民族党にも入党した。1938年、シリア社会民族党を離党してハマーに帰郷し、弁護士業を開業した。
20世紀初頭のハマーは封建制が残っており、地主がほとんどの土地を所有していた。地主は傭兵の力を背景に小作農を完全な支配下に置いていたので、ホーラーニーはこのシステムを批判し、農地改革を訴えた。ホーラーニーはハマーやその州で相当な支持を集め、1943年にはシリア議会議員に選出された。1947年、1949年、1954年、1962年の選挙に勝ち、議席を守り続けた。
ホーラーニーは出身地域で社会正義を貫く一方で、アラブ・ナショナリストとしても名を馳せるようになった。1941年にはバグダードに出向いてラシッド・アリ・アル＝ガイラニの運動を支援し、1948年にはパレスチナでシオニストの入植地を攻撃する武装集団を指揮した。

## 権力への接近
1950年、ホーラーニーは自らの派閥をアラブ社会党と命名した。
1949年から1954年まで、シリアは4回のクーデターで停滞した。ホーラーニーは軍への影響力を背景にこれらのクーデターに関与していたとみられているが、その具体的な証拠は確認されていない。ホーラーニーは3度目と4度目のクーデターの首謀者で1951年から1954年まで実質的にシリアを統治したアディーブ・アッ＝シーシャクリーと特に近い関係にあった。シーシャクリーは1952年に国有地を小作農に分け与える法令に署名したが、これもホーラーニーに影響を受けたと考えられる。しかしながら、シーシャクリーが専制的になるにつれ、ホーラーニーの影響力は衰退していった。1952年4月にアラブ社会党の活動が禁じられ、レバノンに亡命した。その年の11月、ミシェル・アフラクとサラーフッディーン・アル＝ビータールの率いるアラブ・バアス党との合併に合意した。アフラクやビータールにとっては、これによって初めて実質的な基盤を得ることが出来た。合併後の党名はアラブ社会主義バアス党とした。

## アラブ社会主義バアス党
1954年にバアス党に汎アラブ主義に基づく民族指導部が設置され、ホーラーニーもメンバーとなり、1959年まで務めた。1954年にシーシャクリー政権を打倒した政治運動においては、他のバアス党員やシリア国内のほとんどの政党と協力し、重要な役割を演じた。1957年から1960年までシリア議会議長を務めた。議長就任後、バアス党が過半数の議席を獲得するという保証を得ることに失敗したが、その際には1957年11月に予定されていた選挙を中止させた。この行動はバアス党が「政党政治に…背を向ける」きっかけとも考えられている。

## アラブ連合共和国
1958年のシリアとエジプトの連合協定締結後、ホーラーニーはアラブ連合共和国(UAR)の副大統領に就任した。しかし、1959年の12月よりエジプトのガマール・アブドゥル＝ナーセルによるバアス党非難がなされ、党員は抑圧を受けるようになったので、辞任してレバノンに亡命した。その後、さらにアラブ連合共和国(UAR)からの離脱を訴え、アフラクやビータールと意見を異にした。
1961年にシリアおけるクーデターでアラブ連合共和国(UAR)が解体された際には、それを支持する声明を出した。バアス党は複数の派閥に分かれて互いに対立するようになり、当時の民族指導部は再統合派となったため、ホーラーニーは脱退した。1962年6月、ホーラーニーは公式に離党させられ、それ以降、彼は支持者とともにアラブ社会党を再結党した。1962年、旧アラブ連合共和国(UAR)離脱派の内閣に参加したが、バアス党員やナセル主義者の強い非難を受けた。

## 亡命後の余生
1963年３月にバアス党がアラブ連合共和国(UAR)再統合派のナセル主義者と協力してクーデターを成功させた（3月8日革命）ため、ホーラーニーはレバノンに亡命した。バアス党急進派の軍人が党内穏健派やナセル主義者を含む他の勢力を追放しはじめると、国外にて反体制活動を続けることを決め、2度とシリアには帰国しなかった。再建されたアラブ社会党もバアス党政権に協力的な派閥とそれに反対する派閥に分かれて対立していったが、ホーラーニー自身の影響力は衰えていた。余生をレバノン、イラク、フランス、ヨルダンで過ごし、ヨルダンの地で1996年２月24日に死去した。シリアの歴史においては重要な人物であったが、亡命後の政治的影響力は低かった。彼の死後、2000年にカイロで回想録が出版された。

## 参照
1. ↑  Batatu, 1999, p. 370.
2. ↑  Batatu, pp. 728-729.
3. ↑  Seale, p. 47.
4. ↑  Mufti, p. 89.